# Rhytidoponera yorkensis
Rhytidoponera yorkensis är en myrart som beskrevs av Auguste-Henri Forel 1915. Rhytidoponera yorkensis ingår i släktet Rhytidoponera och familjen myror. Inga underarter finns listade i Catalogue of Life.